# Elena Morozova (football)
Pour les articles homonymes, voir Morozova.
Cet article concerne une footballeuse russe. Pour l'actrice russe, voir Elena Morozova.
Elena Igorevna Morozova (en russe : Еле́на И́горевна Моро́зова), née le 15 mars 1987 à Ivanovo, est une footballeuse internationale russe évoluant au poste de milieu offensif central. 
Championne de Russie en 2002, 2003 et 2006, elle remporte la Coupe de Russie en 2003 et 2006. Elle est nommée meilleure footballeuse russe en 2007 et 2013,.

## Biographie
Avec le club du WFC Rossiyanka, elle atteint les quarts de finale de la Ligue des champions en 2008.

## Palmarès
- Championne de Russie en 2002 et 2003 avec l'Energiya Voronej ; en 2006 avec le WFC Rossiyanka
- Vice-championne de Russie en 2004, 2006, 2007, 2008 et 2009 avec le WFC Rossiyanka
- Vainqueur de la Coupe de Russie en 2003 avec l'Energiya Voronej et en 2006 avec le WFC Rossiyanka
- Finaliste de la Coupe de Russie en 2004 et 2007 avec le WFC Rossiyanka
- Élue meilleure footballeuse russe en 2007 et 2013